# Льюис, Шазней
Три́ша Мэ́ри «Шазне́й» Лью́ис (англ. Tricia Marie "Shaznay" Lewis; род. 14 октября 1975, Ислингтон, Большой Лондон, Англия, Великобритания) — британская певица, автор песен и актриса.

## Биография
Триша Мари Льюис родилась 14 октября 1975 года в Ислингтоне (Большой Лондон, Англия, Великобритания).

## Карьера
Начала свою музыкальную карьеру в 1993 году под псевдонимом Шазней Льюис.
Также снималась в кино.

## Личная жизнь
С 21 августа 2004 года Шазней замужем за танцором Кристианом Хорсфоллом. У супругов есть двое детей — сын Тайлер Ксейн Хорсфолл (род. в феврале 2006) и дочь Тайгерлили Хорсфолл (род. в ноябре 2009).